# Placide Nakidjim
Placide Nakidjim (nacido el 25 de mayo de 1994) es un jugador de baloncesto chadiano. Con una altura oficial de 2,06 metros, juega en la posición de pívot. Es internacional absoluto con la selección nacional de Chad.

## Trayectoria
Abandonó su país de origen, Chad, con 15 años tras ser ojeado por el CB Estudiantes de Lugo, generando un impacto inmediato a nivel nacional en categoría cadete. Gracias a ello fue reclutado en 2010 por el Real Madrid Baloncesto, club en el que permaneció hasta 2013 y del que posteriormente pasó a Estudiantes, disputando con ambos la Liga EBA.
En la temporada 2014/15 firma por el Xuven Cambados debutando así en LEB Plata, aunque abandonó el equipo en el mes de febrero de 2015 para jugar con su selección la fase de clasificación del Afrobasket 2015. En 2015/16 vuelve a disputar la Liga EBA con el CB Globalcaja Quintanar, club con el que renueva en 2016/17. Su gran rendimiento permite su fichaje por el CB Morón de LEB Plata, aunque en febrero abandona el club por motivos personales y termina la temporada en el CB Cazorla de Liga EBA, donde disputa los Play-offs de ascenso. 
En temporada 2017-18 firma con el CB La Roda de LEB Plata, convirtiéndose en uno de los jugadores más destacados de la competición tras promediar 13 puntos, 9,1 rebotes (segundo mejor de la categoría) y 19,6 tantos de valoración (tercero mejor) por encuentro, contribuyendo a que su club lograra la segunda plaza en la liga regular y siendo elegido como mejor pívot en el Quinteto Ideal de la Liga.
En temporada 2018-19 ficha por el Igualatorio Cantabria Estela, también de LEB Plata, disputando 33 partidos con promedios de 13,6 puntos y 7,7 rebotes, de nuevo entre los mejores de la categoría.
En la temporada 2019-20 firma con el CB Tizona de Burgos, continuando un año más en LEB Plata.
En la temporada 2022-23, firma por el CB Socuéllamos de la Liga EBA
En la temporada 2023-24, firma por el Unión Baloncesto Archena de la Liga EBA, con el que lograría el ascenso a la Liga LEB Plata.